# Franciscanessenklooster (Antwerpen)

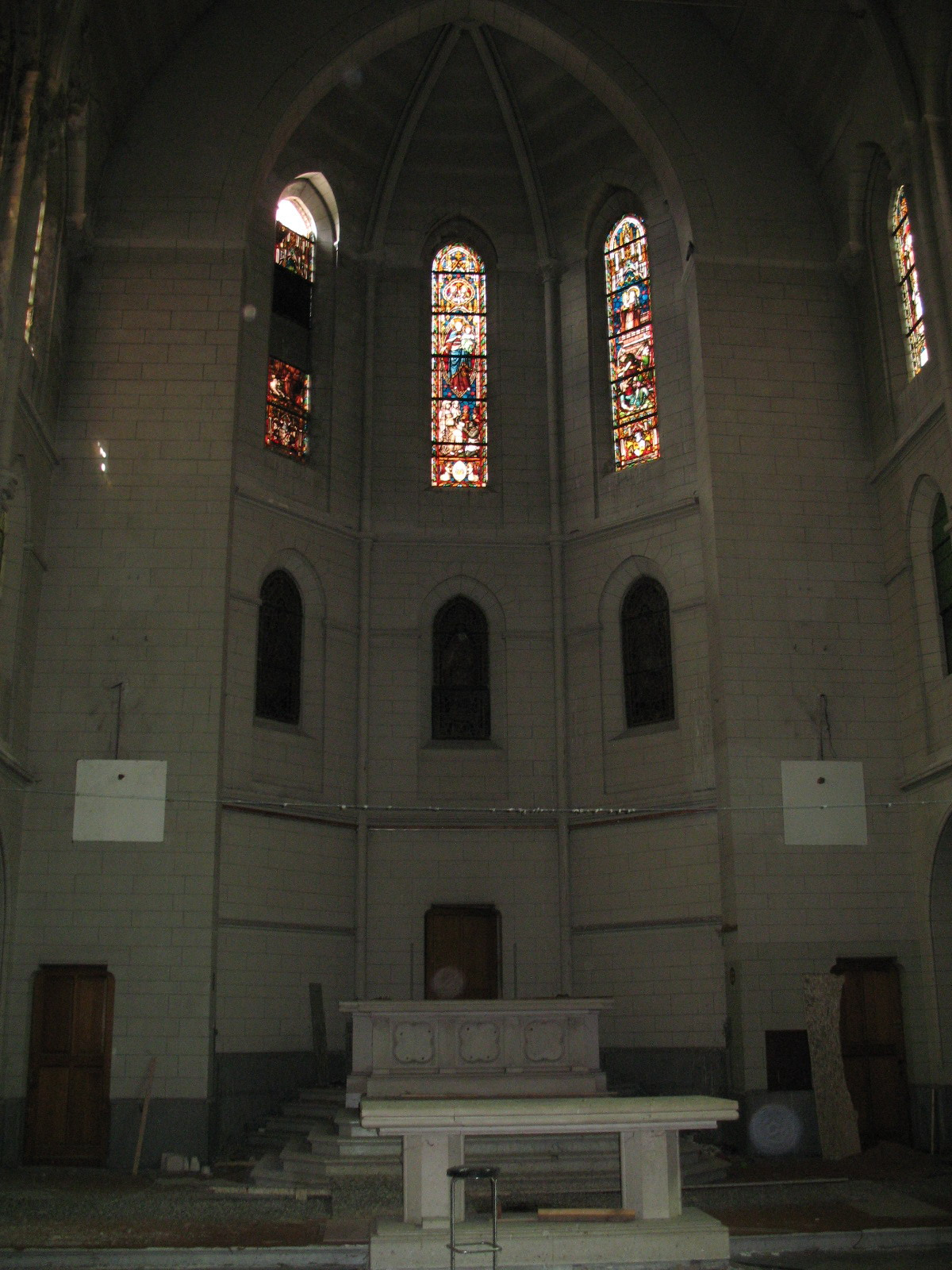
Binnenzicht kapel Franciscanessenklooster.

Het voormalig Franciscanessenklooster is een klooster in de Lange Kongostraat te Antwerpen (district), gebouwd door bouwmeester Jules Bilmeyer. Het laatneogotische geheel bestaat uit een kapel, aanpalende kloostergebouwen, kloostertuin en bijhorende tuinmuren. De bouwaanvraag voor de kapel dateert van 1910. De kloosterorde franciscanessen-missionarissen van Maria waren naast missionering ook actief in het onderwijs en catechese in minder gegoede stadswijken.
De kloostergebouwen omringen de centraal gelegen kapel. Daaronder ligt een - voor die tijd - ingenieus uitgewerkte draagstructuur, zodat de ruimte onder de kapel multifunctioneel gebruikt kon worden. In de kapel is de meerderheid van de glasramen nog intact. Het oorspronkelijke orgel uit 1913 door Georges Cloetens is nog aanwezig en wordt als een unicum in de orgelbouw beschouwd. Aan de voorgevel huist een uitkragende toren, een ontwerp dat terugkomt in een ander gebouw van Bilmeyer: het klooster en de Basiliek van het Heilig Hart te Berchem.
De franciscanessen-missionarissen van Maria droegen het klooster in de jaren 1980 over aan het bisdom Antwerpen. In 1999 verkreeg het CKSA de gebouwen via een schenking. De kapel werd door een school gebruikt als turnzaal, maar werd door weinig onderhoud onbruikbaar voor andere activiteiten. Anno 2008 zijn de gebouwen in minder goede toestand. Per MB op 15/04/2009 zijn de kapel, tuin met tuinmuren en aanpalende kloostervleugel door de Vlaamse Overheid beschermd.
In 2012 nam de basisschool Sint-Maria, eveneens lid van CKSA, haar intrek in de kloostergebouwen. De zusters waren toen reeds verhuist naar een aanpalend gebouw.
Anno 2022 is het gebouw grotendeels gerenoveerd. Op de eerste verdieping zijn enkel de gangen rond het orgel en ten oosten van de kapel niet gerenoveerd. Ook de tweede en derde verdieping van de noordelijke vleugel zijn nog niet gerenoveerd. De torenspits is ook weggenomen voor restauratie. 
De kapel wordt heden voornamelijk gebruikt als refter en polyvalente ruimte. 
Een deel van de tuin is omgevormd tot speelplaats met kiezelsteentjes. Het merendeel van de tuin fungeert nog steeds als tuin. 

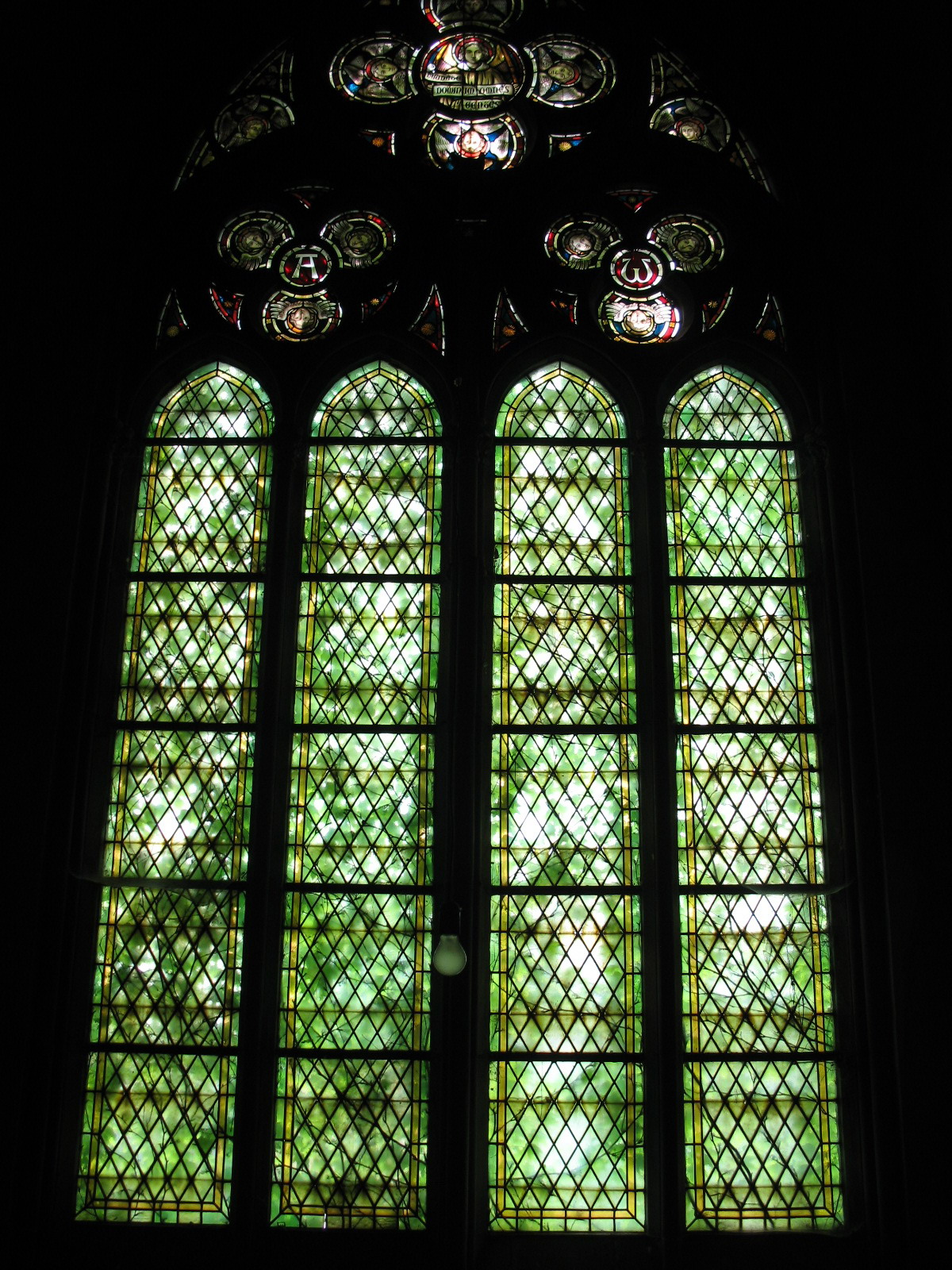
Glasraam kapel Franciscanessenklooster.
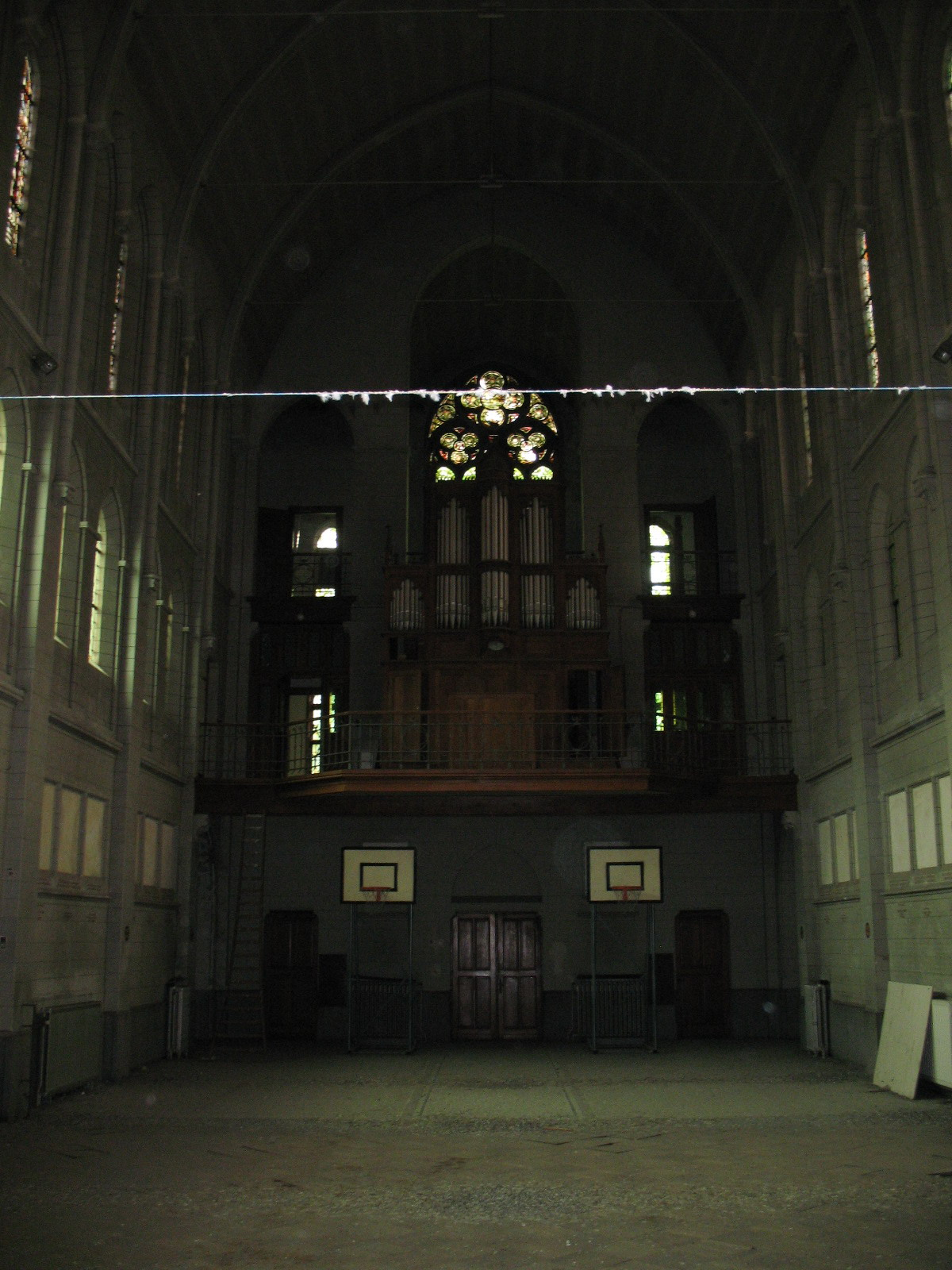
Zicht op het orgel door G. Cloetens.
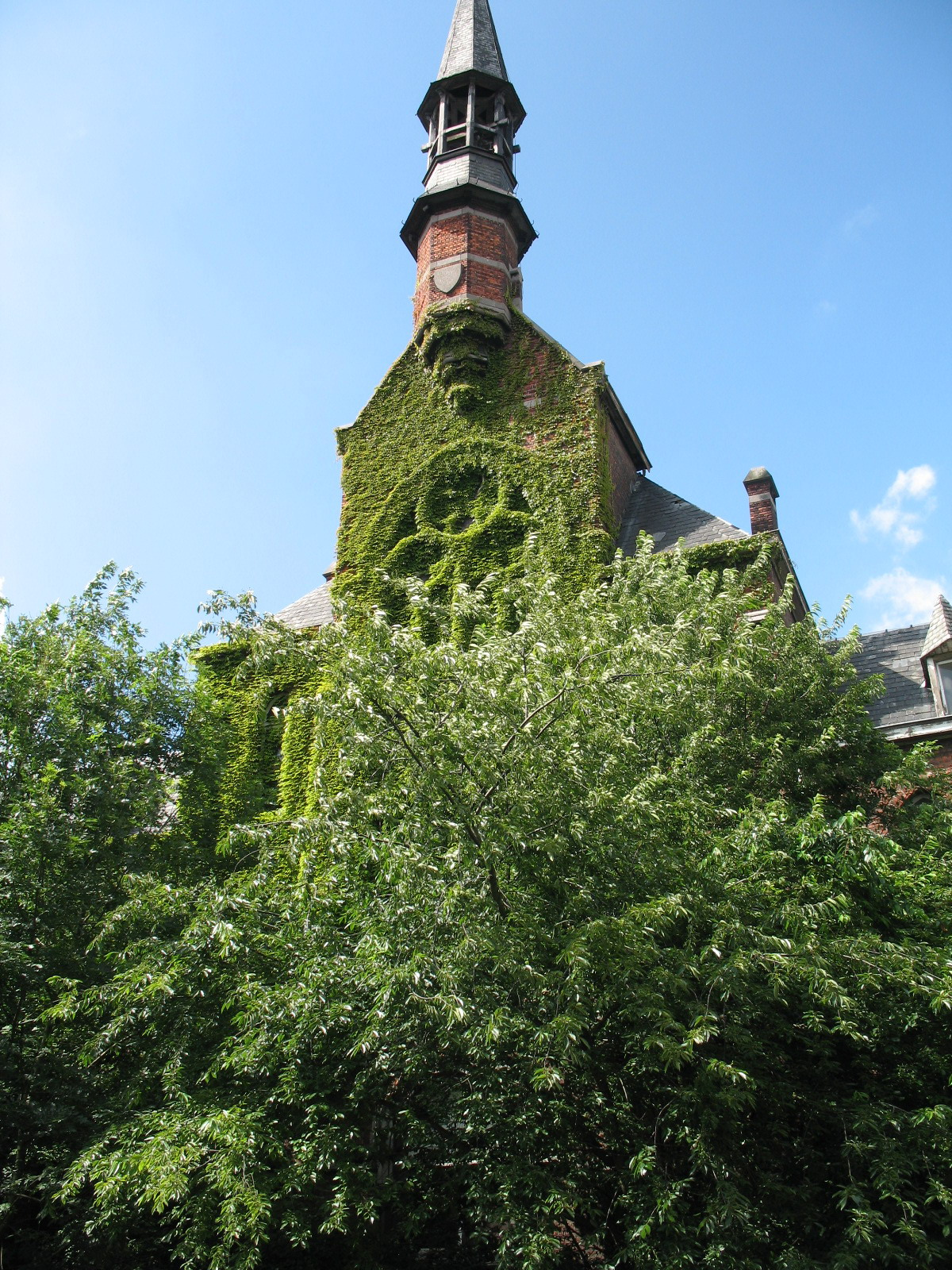
Zicht begroeide gevel.
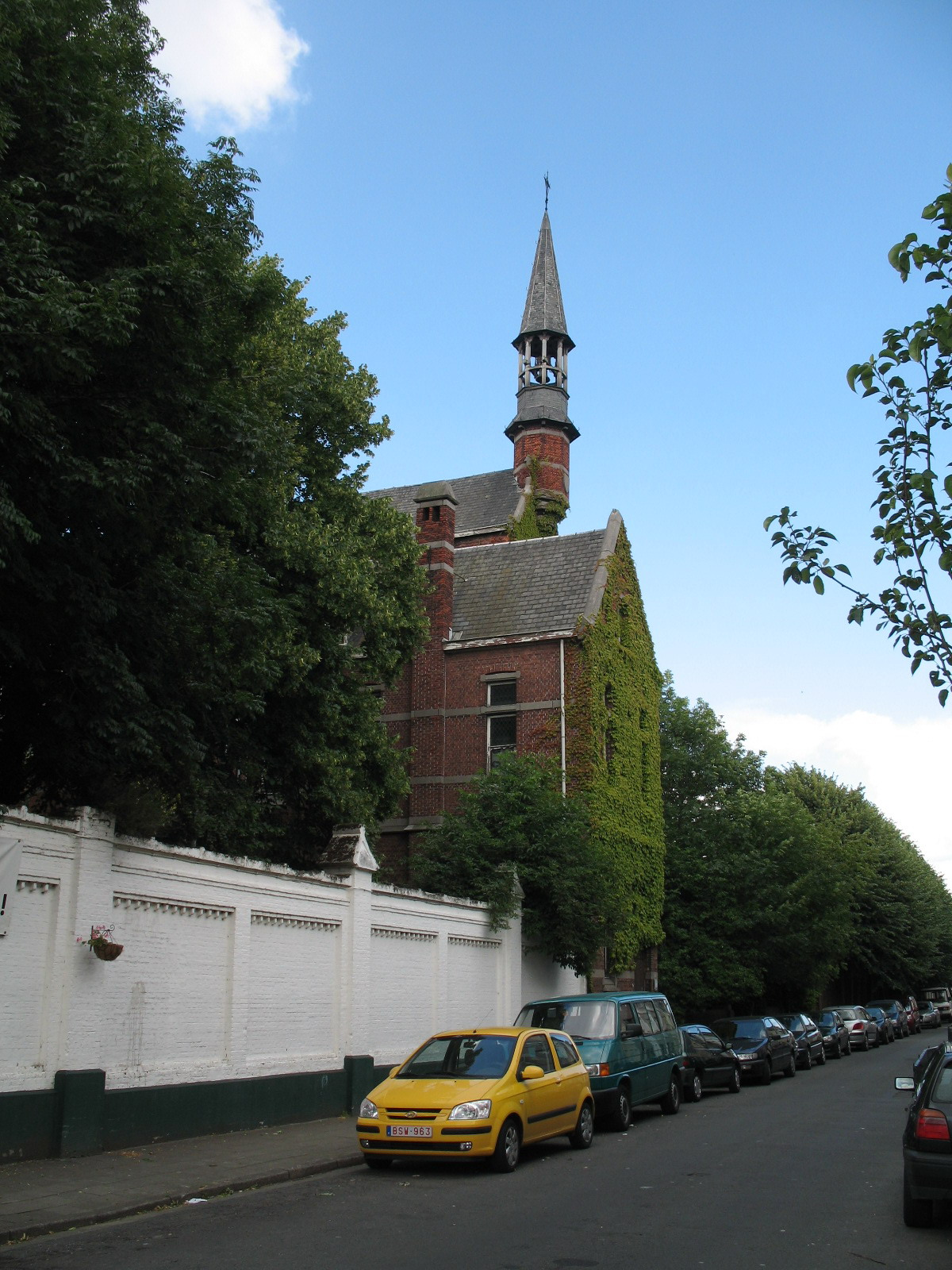
Zicht Lange Kongostraat.